# Jin Shengtan
Jin Shengtan (金聖歎 1608 - 7 de agosto de 1661) escritor chino de la dinastía Ming.
Fue también crítico y estableció las seis obras del genio (六才子書): el Li sao, Las memorias históricas de Sima Qian, los poemas de Du Fu, La cámara del ala oeste y Al borde del agua, mezclando obras en chino simplificado y clásico.